# Мадридский университет Комплутенсе
Университе́т Комплуте́нсе (исп. Universidad Complutense de Madrid) — крупнейшее высшее учебное заведение Испании, государственный университет.

## История
Университет был основан в городе Алькала́-де-Эна́рес (отсюда название — Complutum — латинское название Алькалы) под покровительством кардинала Сисне́роса в 1499 году, когда статус университета был присвоен высшей школе, т. н. Estudios Generales, которая существовала с 1293 года. В честь его основателя на эмблеме Университета изображён лебедь (исп. cisne).
В Университете Алькала-де-Энарес учились такие известные деятели испанской культуры как Мигель де Сервантес, Франсиско Кеведо, Тирсо де Молина, Кальдерон де ла Барка, Лопе де Вега, основатель ордена иезуитов Игнасио де Лойола. Среди преподавателей университета был знаменитый испанский филолог Антонио де Небриха, возглавлявший кафедру риторики с 1513 по 1522 год.
В 1836 году, во время правления Изабеллы II, он был перенесён в Мадрид под названием Центральный университет.
В 1977 году и университет в Алькала-де-Энарес был воссоздан и снова начал свою работу. В настоящее время каждый из двух университетов считает историю до 1836 года своей историей.
В 1927 году началось строительство университетского комплекса в районе Монклоа.
Во время Гражданской войны университетские здания подверглись разрушению, был нанесён большой урон научному, художественному и библиографическому наследию. У здания Сиудад-Университария проходила Битва за Сиудад-Университарию, в память о которой в 1946 году была возведена Арка Победы.

## Университет сегодня
В 1970 году правительство приняло план реформы высшего образования и Центральный университет был переименован в Мадридский Университет Комплутенсе, вернув себе таким образом имя своей исторической родины. Приблизительно в это же время был построен кампус Сомоса́гуас, в котором сосредоточилась основная часть факультетов области социальных наук, «разгрузив» таким образом кампус Монкло́а.
В 1972 году в состав университета входили факультеты: философии, филологии, естественных наук, юридический, медицинский, фармацевтический, ветеринарный, политических и экономических наук; высшие специальные школы: психологии и психотехники, статистики, стоматологии, судебной медицины, практической юриспруденции, исправительно-уголовного права, сравнительного права, социологии; высшие технологические школы: архитектуры, агрономии, инженеров авиации, путей сообщения, промышленности, горного дела, связи, морского флота и другие.
В 2008 году в университете обучалось свыше 77 тысяч студентов, работало свыше 10 тысяч сотрудников, в том числе 6868 человек профессорско-преподавательского состава и 4047 человек административно-вспомогательного персонала.
По рейтингу одной из самых влиятельных испанских газет «El Mundo» за 2009 год Университет Комплутенсе занимает первое место среди университетов Испании.
По версии рейтинга The Times Higher Education за 2010 год университет занимает 269-е место в мире.
В Шанхайском академическом рейтинге университетов мира Academic Ranking of World Universities 2010 года университет находится в третьей сотне.